# Manfred Heideloff
Adolph Manfred Alexander Konstantin Heideloff (* 13. März 1793 in Stuttgart; † 10. Mai 1850 in Nürnberg) war ein deutscher Maler und Kupferstecher.
Manfred Heideloff arbeitete als Dekorationsmaler oft mit seinem Bruder Carl Alexander Heideloff zusammen. Von 1816 bis 1820 arbeiteten beide mit ihrem Onkel Alois Keim zusammen an den Dekorationen des Schlosses Coburg. 1820 folgte er seinem Bruder nach Nürnberg, wo er als Maler und Kupferstecher und als Zeichenlehrer an der Polytechnischen Schule tätig war, für deren Vorbereitungsschule er mehrere Werke bei „Riegel und Wiessner“ herausgab.

## Werke
- Vorübungen zum Freihandzeichnen für Gewerbeschulen, Riegel und Wiessner, Nürnberg, 1830
- Vorlegeblätter für technische Schulen, Riegel und Wiessner, Nürnberg, 1837/38
- Zeichnungslehre von den Ornamenten, Riegel und Wiessner, Nürnberg
- Grundriss von Nürnberg und seiner Umgebung, Riegel und Wiessner, Nürnberg, ca. 1830, Online in Digitale Sammlungen der Bayrischen Staatsbibliothek
- Der Hochaltar zu Blaubeuren, gestochen von Philipp Walther nach Zeichnung von Carl und Manfred Heideloff, Nürnberg, 1846, Online in der Google-Buchsuche
- Zeichnungen für die Zinnfiguren-Offizin Heinrichsen